# 3546 Atanasoff
3546 Atanasoff è un asteroide della fascia principale. Scoperto nel 1983, presenta un'orbita caratterizzata da un semiasse maggiore pari a 2,6944854 UA e da un'eccentricità di 0,0238239, inclinata di 7,03711° rispetto all'eclittica.